# ولاشکا
ولاشکا (به لاتین: Vlaška) یک منطقهٔ مسکونی در بوسنی و هرزگوین است که در City of Trebinje واقع شده‌است.